# Diodor z Tyru
Diodor z Tyru (fl. II wiek p.n.e.) – perypatetycki filozof epoki hellenistycznej. Był uczniem Kritolaosa i objął po nim przywództwo Perypatu. Zachowały się tylko nieliczne świadectwa na jego temat.
Starał się pogodzić arystotelizm ze stoicyzmem i epikureizmem. Podobnie jak Kritolaos nauczał, że dusza i intelekt są materialne i składają się z eteru. W swojej etyce uznawał cnotę za dobro najwyższe, przy czym do osiągnięcia szczęścia wystarczy brak cierpienia.
Nie jest pewne kto objął następstwo na stanowisku scholarchy Perypatu po śmierci Diodora.